# 双边寡头垄断
双边寡头垄断指市场上同时出现卖方寡头垄断和买方寡头垄断的情况。和单方垄断不同，市场价格不会由一方决定，而是由买卖双方的议价能力决定，常规定价机制失效，竞价问题转变为博弈问题。该种情况可用纳什均衡来分析。双边寡头垄断往往伴随着漫长的谈判议价。
双边寡头垄断的情况例子包括：
- 基于制造业的城市中的垄断工会工会和一个巨大的单一雇主，如NBA和球员工会，地区教育局与教师工会，市政府和消防员工会，美国汽车工人工会和美国三大汽车厂。
- 从1981年起建立的铁矿石谈判机制。但2008年之后，钢铁市场的买方垄断逐渐被打破，双寡头垄断和铁矿石谈判机制也随之瓦解[1]